# Svoboda (partido)
La Unión Panucraniana «Svoboda» (en ucraniano: Всеукраїнське об'єднання "Свобода" o Vseukrainske ob'iednannia «Svoboda», traducido al español como Libertad) es un partido político ucraniano clasificado entre la derecha y la extrema derecha.
Fue hasta 2012 una de las cinco principales fuerzas políticas del país. Los votantes de Svoboda son más importantes en proporción en el oeste de Ucrania.
El actual líder de Svoboda es Oleh Tiahnibok, que dirige el partido desde 2004.

## Historia
Svoboda fue creado en el año 1991 con el nombre de Partido Social-Nacional de Ucrania (en ucraniano, Соціал-національна партія України), denominación que mantuvo hasta 2004 cuando pasó a llamarse Svoboda, año también en el cual asumió el liderazgo del partido Oleh Tiahnibok. No se registró sin embargo como partido político hasta el 16 de octubre de 1995.

## Ideología
Ubicado en la derecha o en la extrema derecha, se ha apuntado a Svoboda como un partido afín, pero no enteramente adscribible al nazismo. El politólogo Vicenç Navarro lo tacha de nazi. Según Andreas Umland y el politólogo ucraniano experto en la extrema derecha política Anton Shekhovtsov, el partido combina en su propuesta política elementos propios de la extrema derecha como «el antisemitismo, la defensa de un único idioma nacional, el militarismo, el etnocentrismo, el criptoracismo, la homofobia y el antiabortismo» con elementos de izquierda como las nacionalizaciones de empresas en la parte económica.
También se le ha caracterizado por su nacionalismo ucraniano, populismo y anticomunismo. Se han señalado en su retórica componentes antirrusas y antipolacas.

## Antecedentes en la Organización de Nacionalistas Ucranianos y Stepán Bandera
El partido Svoboda es una de las organizaciones proclamadas como sucesoras de Stepán Bandera. Según el profesor de Historia de la Universidad de Tusts Gary Leupp Svoboda se presenta como sucesor de la Organización de Nacionalistas Ucranianos (ONU) fundada por Stepán Bandera, personaje clave en la historia reciente de Ucrania, que fue reconocido como héroe nacional en 2010 por el expresidente Víktor Yúshchenko, quien más tarde fue sustituido por Yanukóvich, cuyo gobierno retiró el honor que se había concedido a Bandera.
Los homenajes a Stepán Bandera provocaron la protesta del Tribunal Europeo de Justicia, ya que se le considera el mayor aliado de la Alemania nazi en Ucrania.

## Afiliación internacional
Forma parte como observador, a nivel europeo, de la Alianza Europea de Movimientos Nacionales, agrupación de partidos de extrema derecha que incluye, entre otros, al Movimiento Social Llama Tricolor de Italia, al Movimiento por una Hungría Mejor, más conocido como Jobbik o al Partido Nacional Británico.

## Resultados electorales
En las elecciones legislativas de 1998 Svoboda concurrió junto a una organización nacionalista llamada Independencia del Estado de Ucrania, en una coalición denominada Menos Palabras (Менше слів), con la que obtuvo el 0,16 % de los votos. En las elecciones legislativas de 2006 y 2007, obtuvo un 0,36 % y un 0,76 % de los votos, quedando fuera de la Rada Suprema, el Parlamento ucraniano.
Durante las elecciones locales de 2009 y 2010 Svoboda obtuvo considerables avances y se convirtió en una fuerza relevante a nivel local. En las elecciones legislativas de 2012 Svoboda obtuvo un 10,04 % de los votos populares y 37 escaños, consiguiendo por primera vez representación en la Rada Suprema y convirtiéndose en la cuarta fuerza política de Ucrania. En octubre de 2012 el partido se sumó a la coalición de la oposición parlamentaria, ahora mayoritaria, con el partido nacionalista UDAR y el partido de centro-derecha Batkivshchyna.

## Euromaidán, derrocamiento de Víktor Yanukóvich y nuevo gobierno

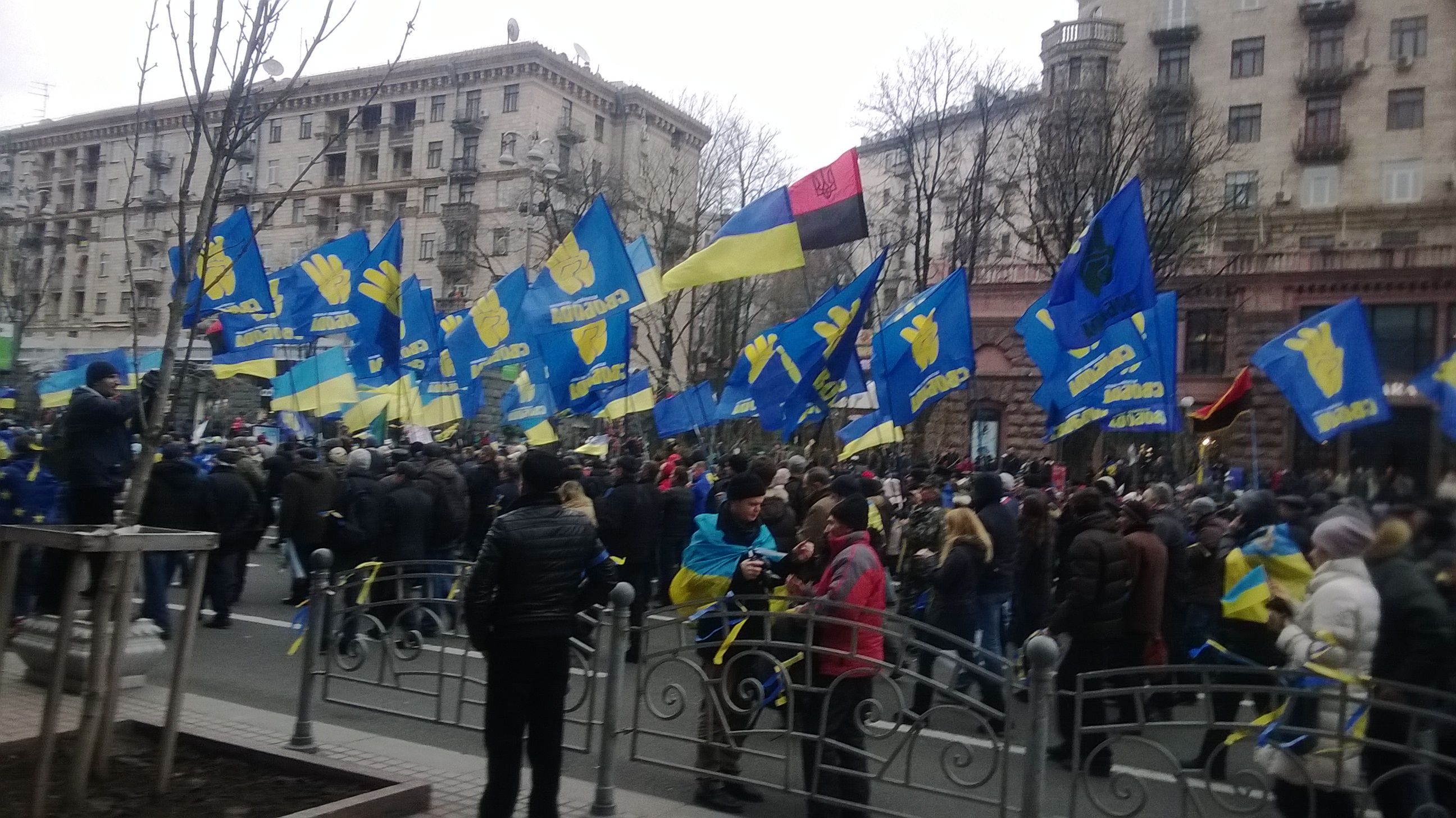
Manifestación durante el Euromaidán en diciembre de 2013. Junto a numerosas banderas ucranianas pueden observarse banderas azules con un fondo formado por una mano de color dorado mostrando tres dedos, es la bandera de Svoboda.

Svoboda participó en las manifestaciones proeuropeas de 2013-2014 y tras el derrocamiento del gobierno por parte de la población forma parte del nuevo gobierno ucraniano, ocupando la vicepresidencia y algunos ministerios clave como Defensa, Educación o Integración en la Unión Europea. Los miembros que forman parte del nuevo Gobierno ucraniano son el ministro de Defensa Ígor Tenyuj, el vice primer ministro para Asuntos Económicos Oleksandr Sych, ideólogo de Svoboda, que promueve entre otras acciones, la ilegalización del aborto, el ministro de Agricultura Ígor Shvaika, uno de los grandes terratenientes de Ucrania, el ministro de Ecología Andriy Moknyk, encargado de las relaciones con los grupos nazis europeos, el director del Consejo Nacional de Seguridad Andriy Parubiy y director de la milicia paramilitar del partido Svoboda, el fiscal general del Estado Oleh Majnitski, y el ministro de Educación Serhiy Kvit, entre otros cargos.
Tras la masacre de Odesa, en donde 42 opositores federalistas y comunistas murieron luego del incendio de la Casa de los Sindicatos provocado por ultranacionalistas del Sector Derecho (de acuerdo con RT), la diputada de la Rada Suprema por Svoboda, Irina Farión, expresó: Bravo, Odesa. (...) Que los demonios se quemen en el infierno.